# Hillion
Hillion är en kommun i departementet Côtes-d'Armor i regionen Bretagne i nordvästra Frankrike. Kommunen ligger i kantonen Langueux som tillhör arrondissementet Saint-Brieuc. År 2022 hade Hillion 4 304 invånare.

## Befolkningsutveckling
Antalet invånare i kommunen Hillion
Referens:INSEE

## Galleri

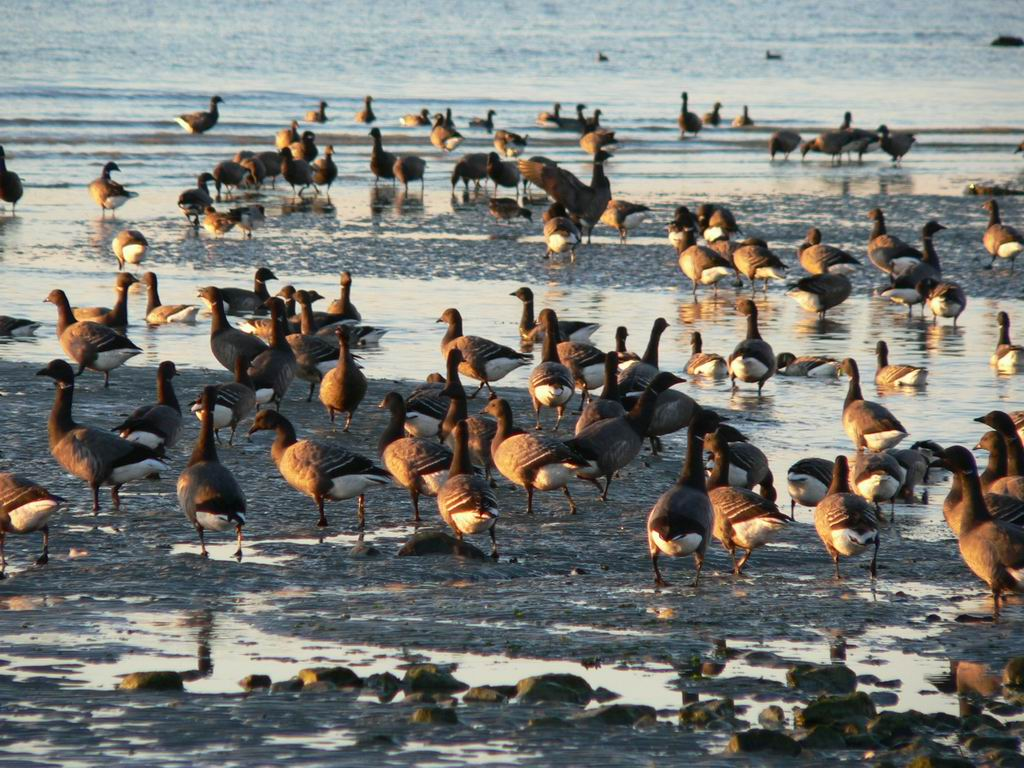
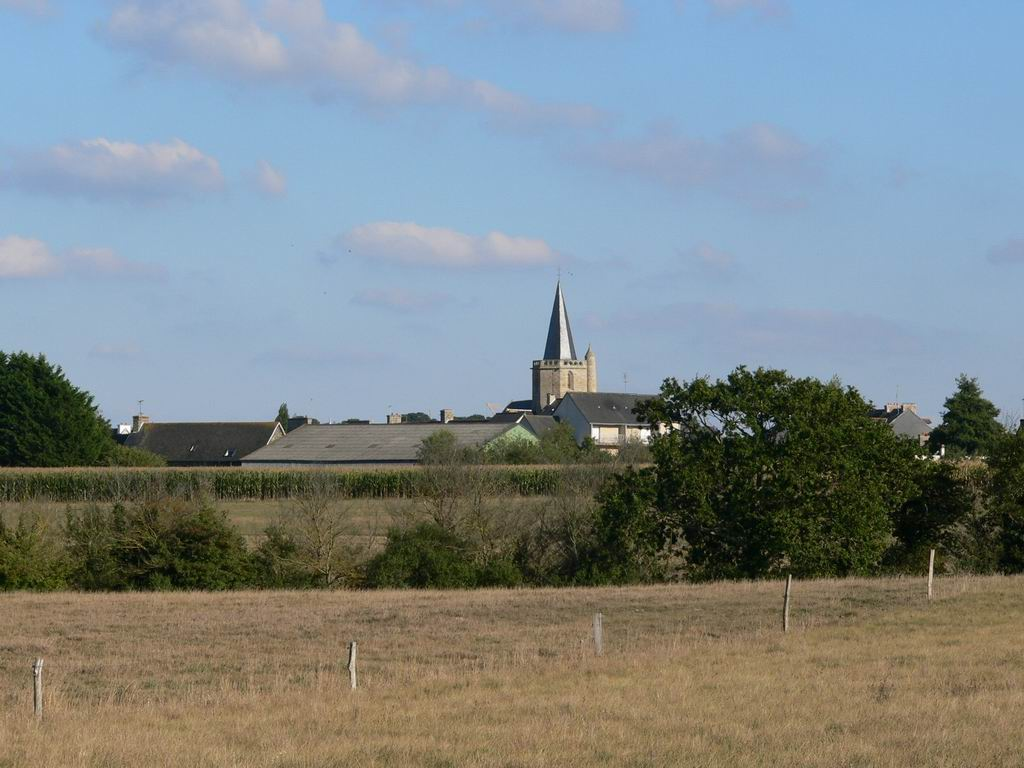
Kyrkan
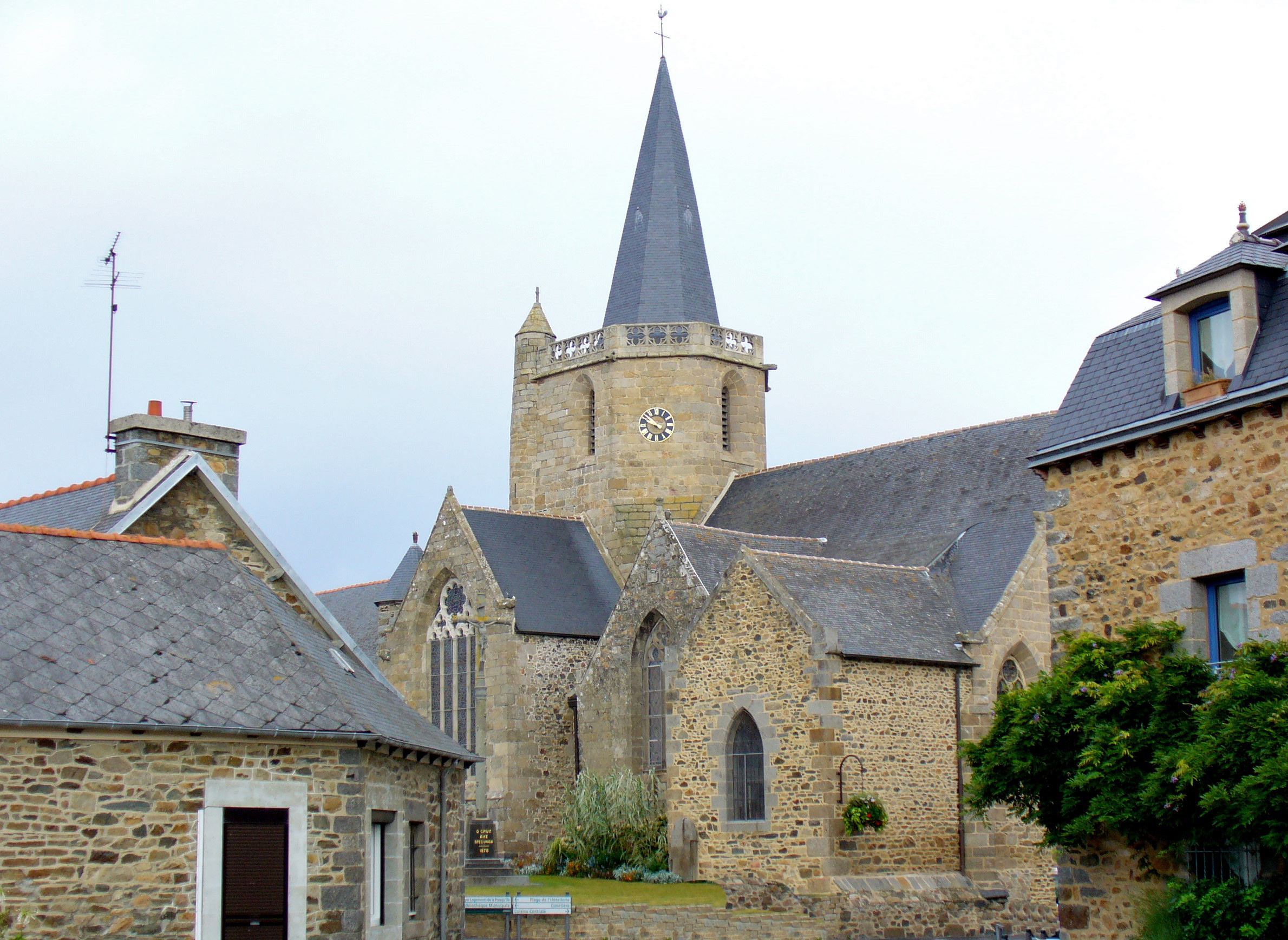
Kyrkan
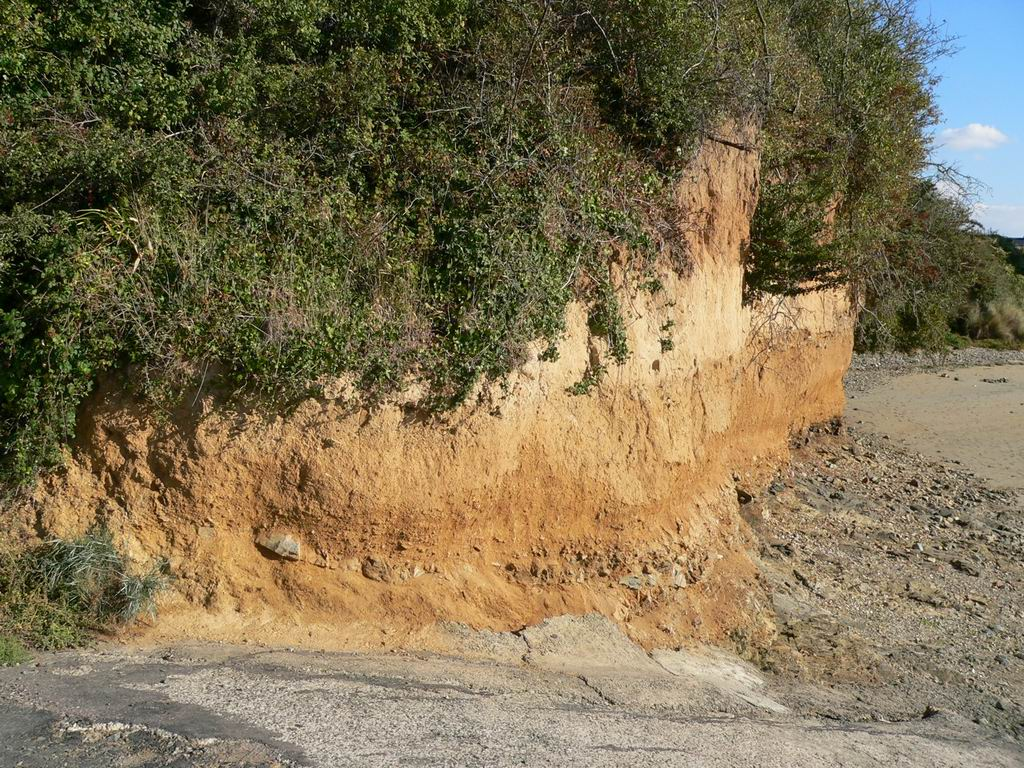
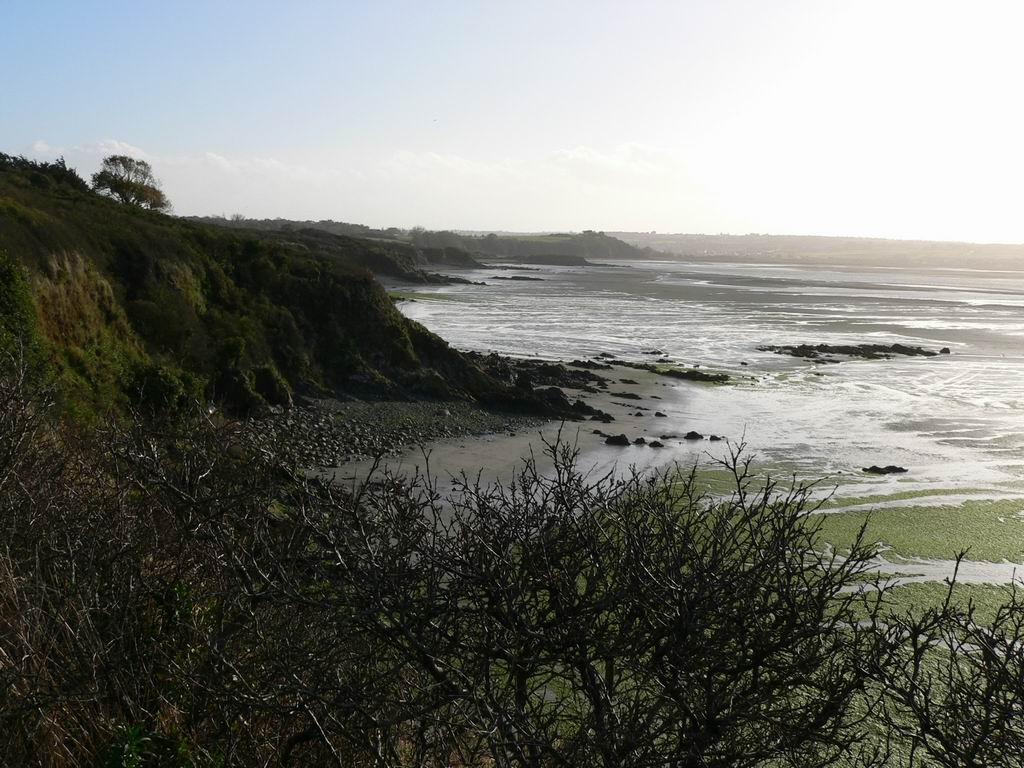
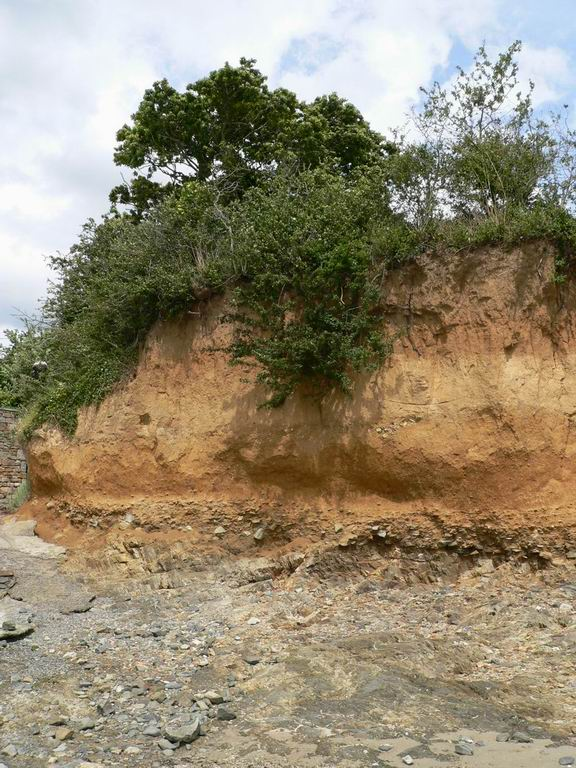
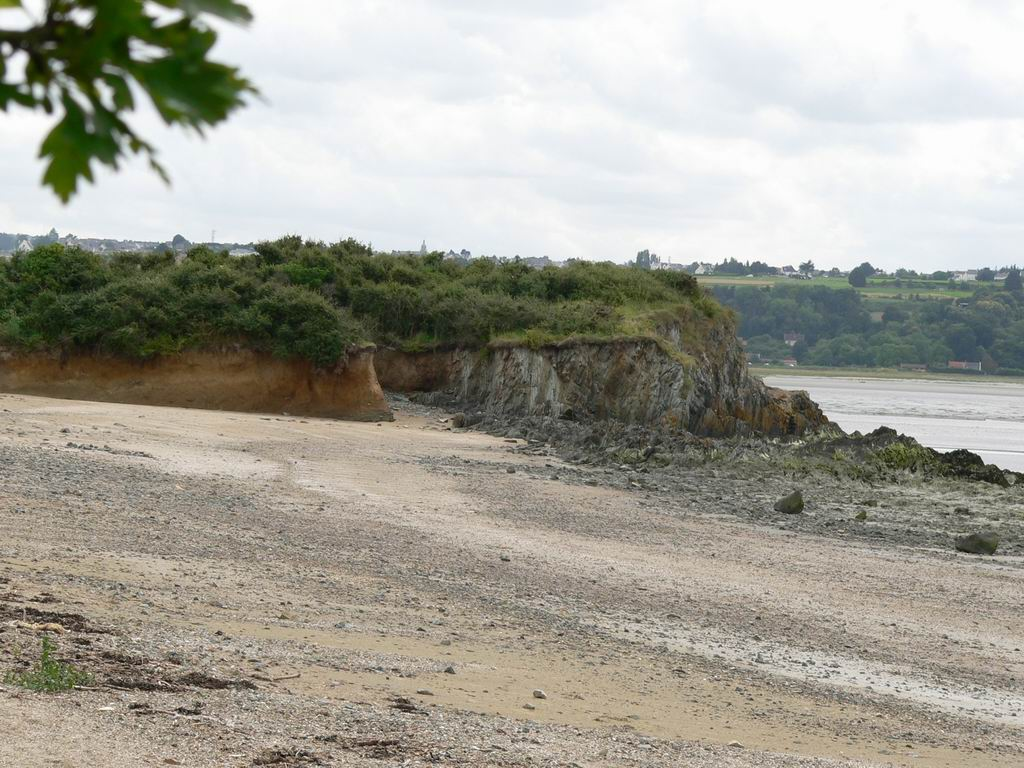
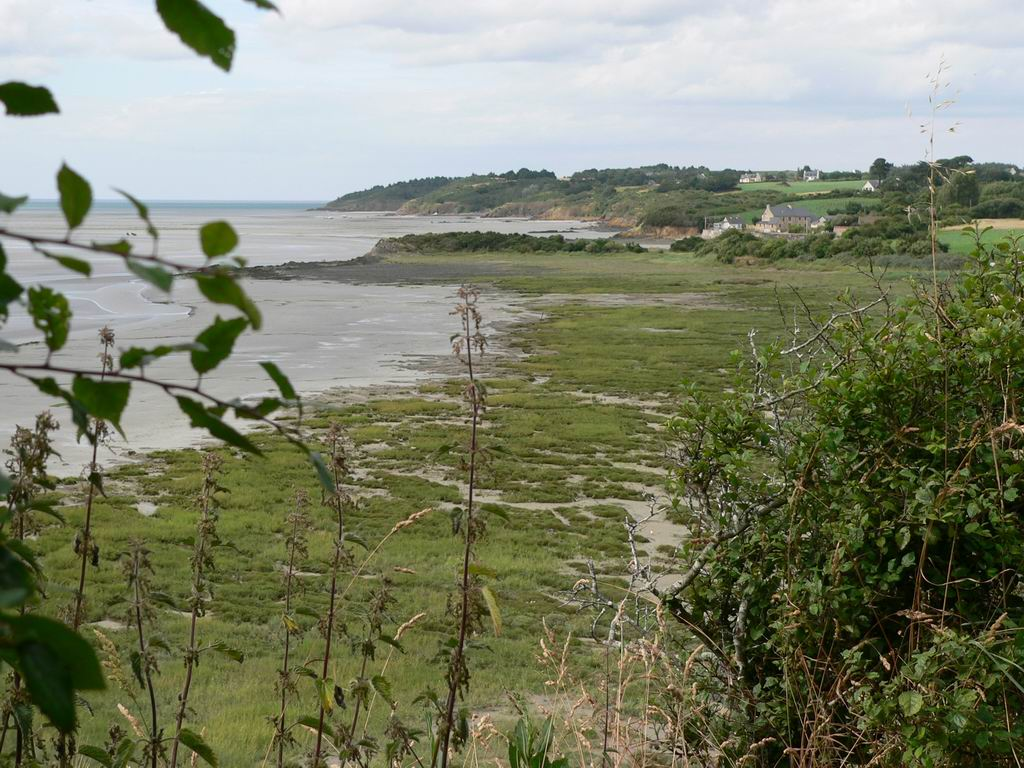
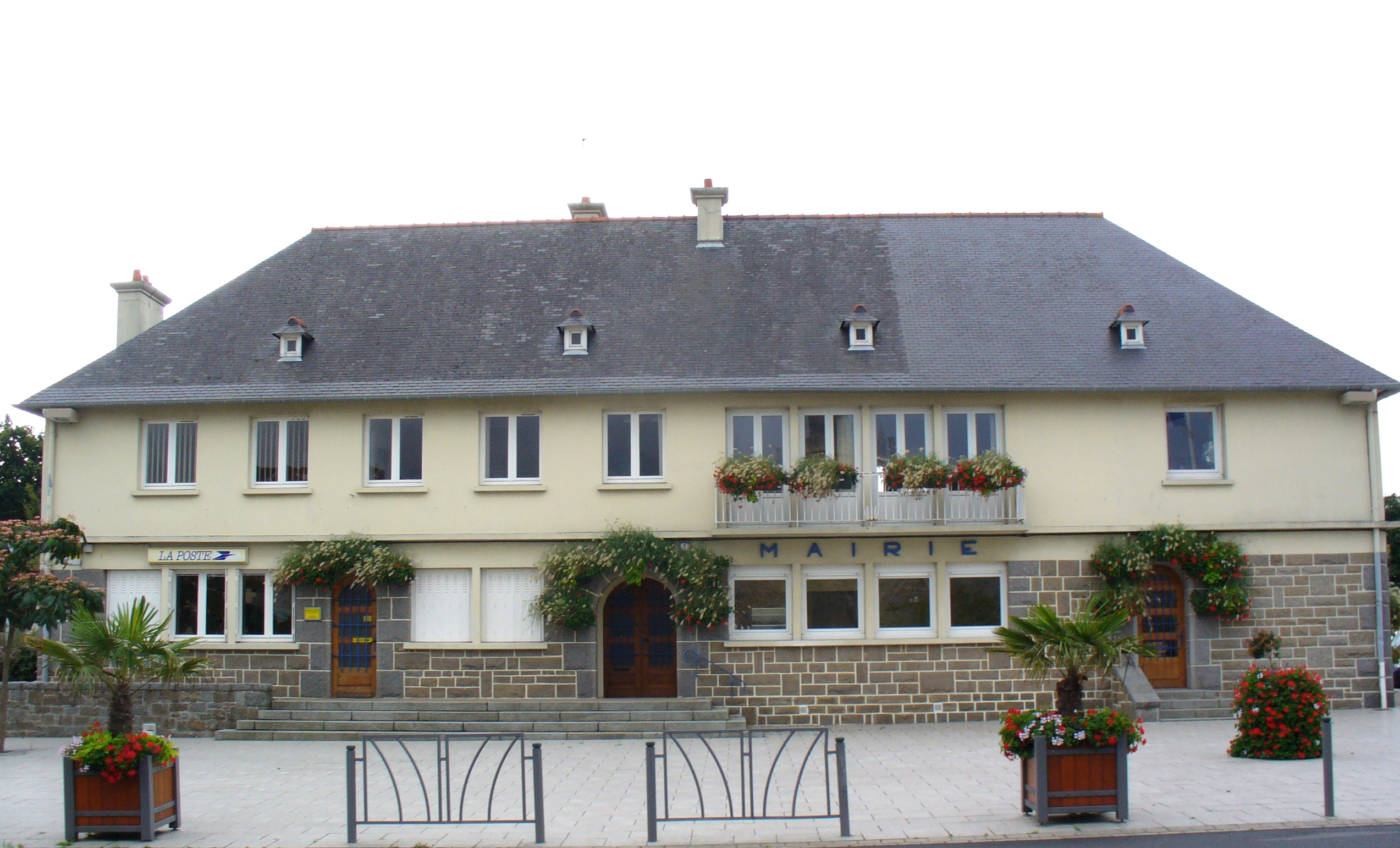
Rådhuset